# Hermann Bantleon
Die Hermann Bantleon GmbH mit Sitz in Ulm ist ein deutscher Entwickler und Hersteller von Hochleistungsschmierstoffen.

## Geschichte

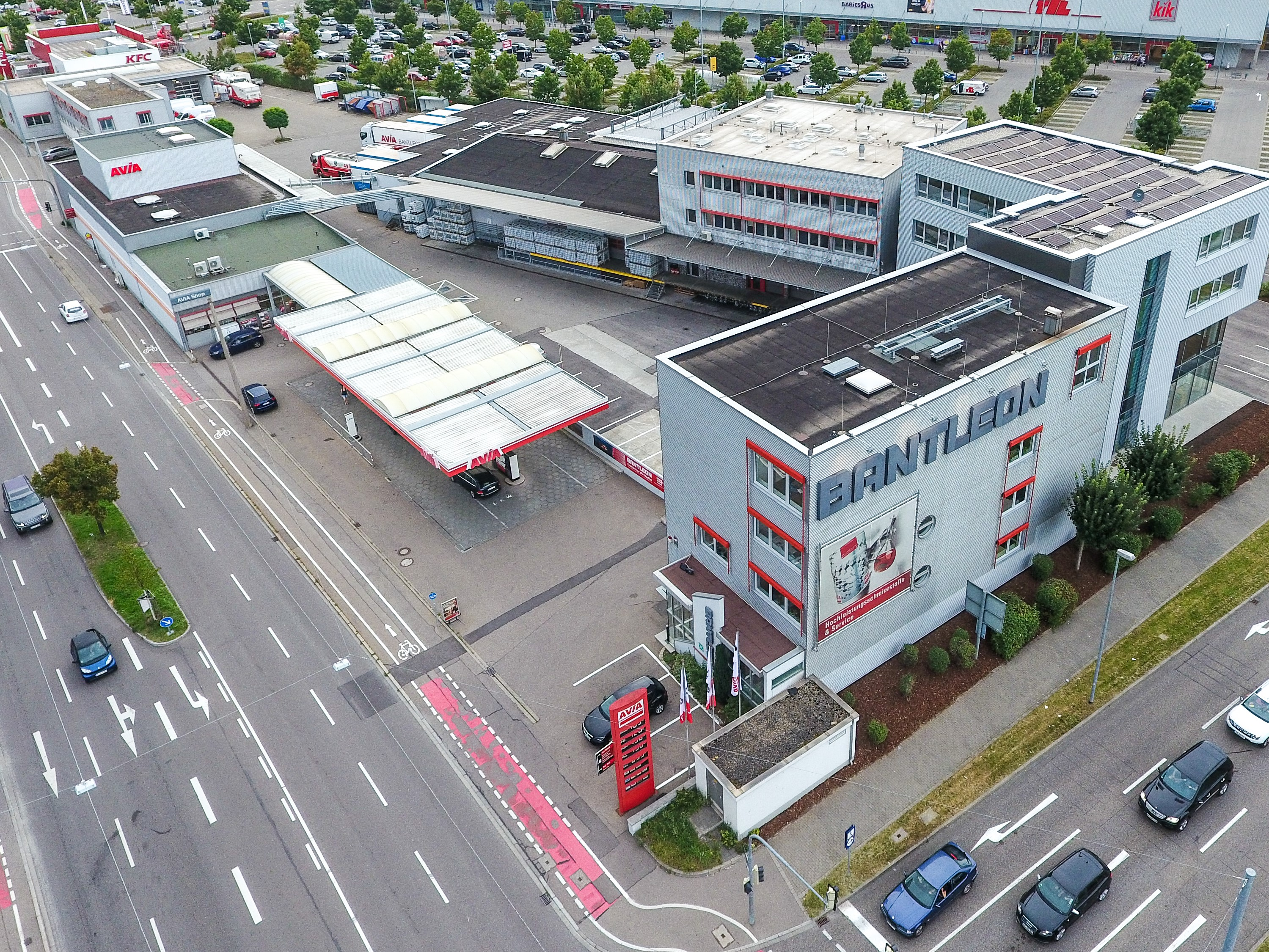
Firmensitz der Hermann Bantleon GmbH in Ulm

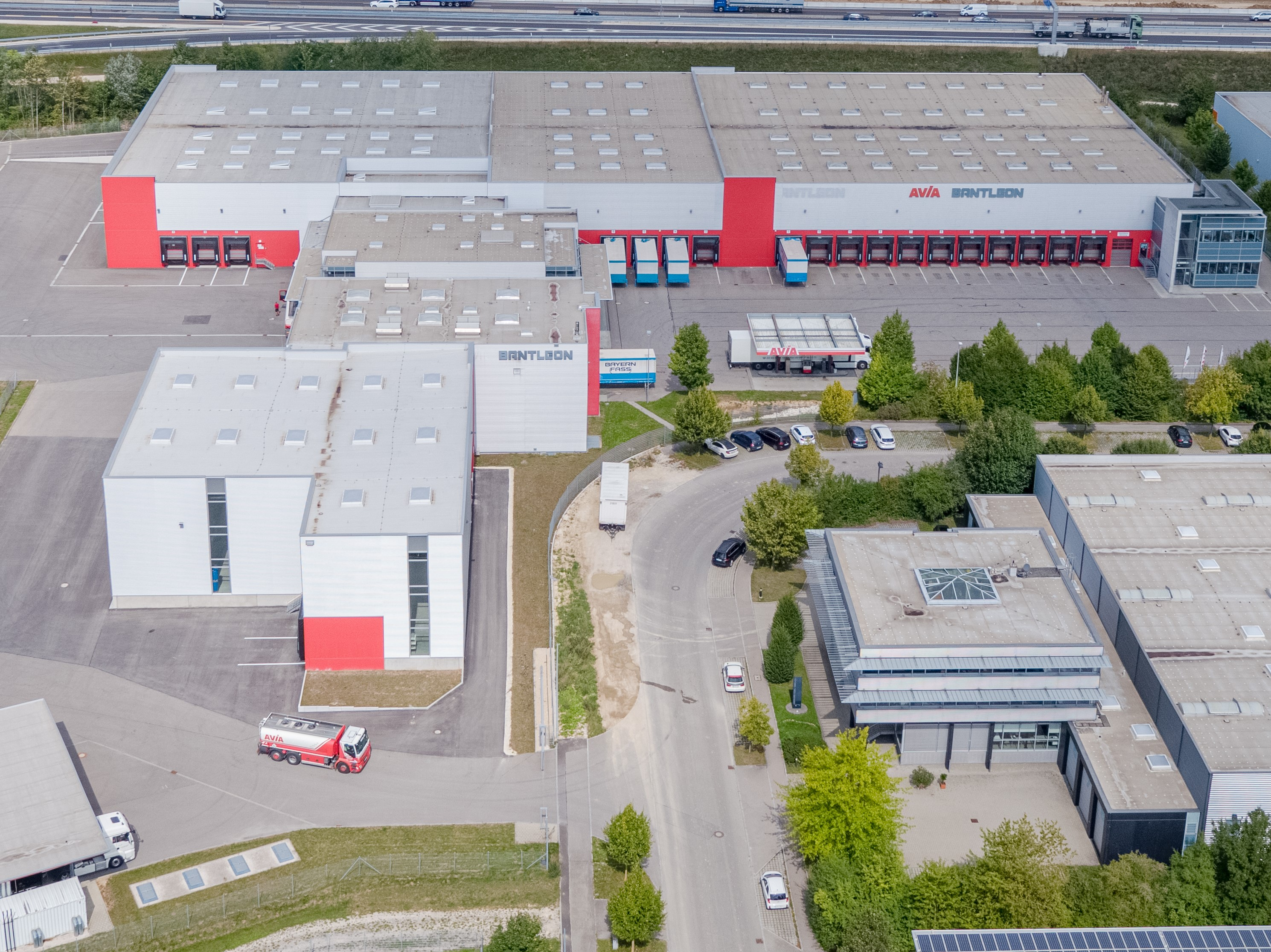
Standort Ulm-Nord

Das Unternehmen wurde 1918 von Herman Bantleon und Richard Umbach in Ulm gegründet. In der Bierbrauerei zur Rose der Familie Bantleon wurden zunächst Leder-, Huf- und Wagenfette, Speiseöl und Waschpulver produziert. Unter der Firmierung Umbach U. Co. wurde es Mitte 1919 in das Handelsregister eingetragen. Zum 1. Dezember 1921 erfolgte die Umfirmierung zur Offenen Handelsgesellschaft mit den beiden Gründern als Gesellschaftern. Im Deutschen Reichsanzeiger und preußischen Staatsanzeiger werden 1922 unter der Firmierung Bantleon & Umbach die Produkte und Dienstleistungen aufgelistet, für die das Unternehmen ein Markenzeichen eingetragen hatte: Ölgroßhandlung, Handel und Herstellung von chemisch-technischen Produkten: Technische Öle und Fette, Schmiermittel, Benzin, Speiseöle und Speisefette, Mineralölprodukte, Firnisse, Lacke, Senf, Essig, chemische Produkte für Industriezwecke, Lederputz- und Konservierungsmittel, Seifen, Wasch- und Bleichmittel, Wichse, Bohnermasse, Parfümerien, kosmetische mittel, ätherische Öle, Tiervertilgungsmittel, Insektenvertilgungsmittel, Insektenvertreibungsmittel.
In den 1930er Jahren erfolgte durch den Wandel vom Pferd zum motorisierten Transport der Einstieg in das Mineralölgeschäft. 1937 wurde die Firma Umbach & Bantleon für aufgelöst erklärt und er erfolgte eine Neueintragung in das Handelsregister unter der Firmierung Hermann Bantleon. Sitz des Unternehmens war zu dieser Zeit die Frauenstraße 57. Seit 1942 betrieb man eine Reinigungsanlage für Rollreifenfässer als Leergebinde, so dass die Fässer wieder verwendet werden konnten.
1947 erfolgte die Markteinführung des Motorenöls Lubrosol, das marken- und patentrechtlich geschützt wurde. Als Schmierstoff wurde es von ersten Automobilherstellern als Markenschmierstoff empfohlen.
1953 trat das Unternehmen dem Einkaufsverbund Avia International bei und es wurde ein eigenes Tankstellennetz aufgebaut. 1962 wurde Magirus-Deutz in Ulm der erste Großkunde.
1966 Jahre wurden die ehemaligen Auszubildenden Engelbert Oßwald und Franz Schmid zur Geschäftsführung ernannt, die sie bis 1998 und 1999 innehatten.
Anfang der 1970er Jahre wurde mit Hilfe der Ingenieurschule Ulm das erste Labor aufgebaut, in dem die Entwicklung von wassermischbaren Kühlschmierstoffen vorangetrieben wurde.
1971 erfolgte der Neubau in der Blaubeurer Straße in Ulm.
1990 wurde der erste Standort in Ostdeutschland (Crimmitschau) eröffnet. 2006 erfolgte der Neubau eines Logistikzentrums in Ulm-Nord. 2012 wurde dort der Bau einer neuen modernen Kühlschmierstoff-Produktionsanlage mit drei Fertigungslinien realisiert.
Anfang der 2000er Jahre erfolgte die internationale Expansion nach Italien, der Türkei, der Slowakei und weiteren Ländern. In den Jahren 2006 und 2007 erfolgten Partnerschaften in China und den USA, seit 2014 ist man in allen Kontinenten vertreten.

## Produkte und Dienstleistungen
Das Angebot deckt die Prozesskette der metallbearbeitenden Industrie ab. Im Bereich Heavy Machinery unterstützt man Anlagen- und Maschinenbauer.

## Bantleon Forum
2012 erfolgte die Gründung der hauseigenen Akademie, aus der 2017 das Bantleon Forum für Wissen & Dialog entstand.